# Frederic II Paolo Novello Montefeltro
Frederic II Paolo Novello Montefeltro va ser fill de Siginolf I Montefeltro i comte titular de Montefeltro des del 1364 (el comtat romania ocupat pel cardenal Gil de Albornoz des del 1359). El 1357 el seu pare el va nomenar conservador de la República de Siena. El 1360 va intentar recuperar Urbino d'on el seu pare havia estat expulsat pel cardenal Albornoz, però va ser rebutjat. Va morir vers el 1370. Es va casar una primera vegada amb una dona no identificada, i per segona vegada el 1363 amb Teodora Gonzaga, filla d'Ugolino Gonzaga. Va deixar quatre fills: Antoni II Montefeltro, Nolfo II Montefeltro, Galasso Montefeltro i Guiu Montefeltro.